# خيسوس ألبرتو كابيلا إيبارا
ألبرتو كابيلا هو ضابط تطبيق قانون مكسيكي ومفوض شرطة تيخوانا السابق أو أمين الأمن العام في بلدية تيخوانا.
اشتهر بموقفه الصارم ضد صناعة المخدرات المكسيكية سيئة السمعة، والتي كانت في الماضي شبه معدومة في المكسيك.  ونظرًا لطبيعة تورطه في محاولات وقف تهريب المخدرات، ولا سيما بين عصابات المخدرات في تيخوانا ، فقد تعرض كابيلا لمحاولات اغتيال وابتزاز. 
تمت إزالة كابيلا إيبارا من منصب وزير الأمن العام في 1 ديسمبر 2008. وفي خطوة غير مسبوقة وغير مفسرة، تم استبداله بمسؤول عسكري وهو المقدم جوليان ليزاولا.
تمت إعادة تسمية كابيلا إيبارا مرة أخرى لمنصب أمين الأمن العام لبلدية تيخوانا في 4 أكتوبر 2011، من قبل عرابه كارلوس بوستامانتي الذي كان عمدة المدينة في ذلك الوقت.